# Acton (Dorset)
Acton ist ein Weiler (engl. hamlet) in der Gemeinde Langton Matravers auf der Halbinsel Isle of Purbeck in der Grafschaft Dorset im Süden von England.
Die Wohnsiedlung Acton ist Teil der Gemeinde Langton Matravers. Acton liegt zwischen den Dörfern Langton Matravers, Worth Matravers und Kingston, rund vier Kilometer direkt westlich von Swanage und rund sechs Kilometer südöstlich von Corfe Castle (Ort) und Corfe Castle.
Die kleine Ortschaft Acton ist von vielen Steinbrüchen umgeben und liegt in einer Höhe von etwa 120 Meter über dem Meeresspiegel. Der Weiler Acton wurde als Wohnraum für die Steinbrecher gebaut, die in den lokalen Purbeck-Stone-Steinbrüchen gearbeitet haben. Alle Häuser in Acton sind aus Purbeck-Stein gebaut.

## Weblinks

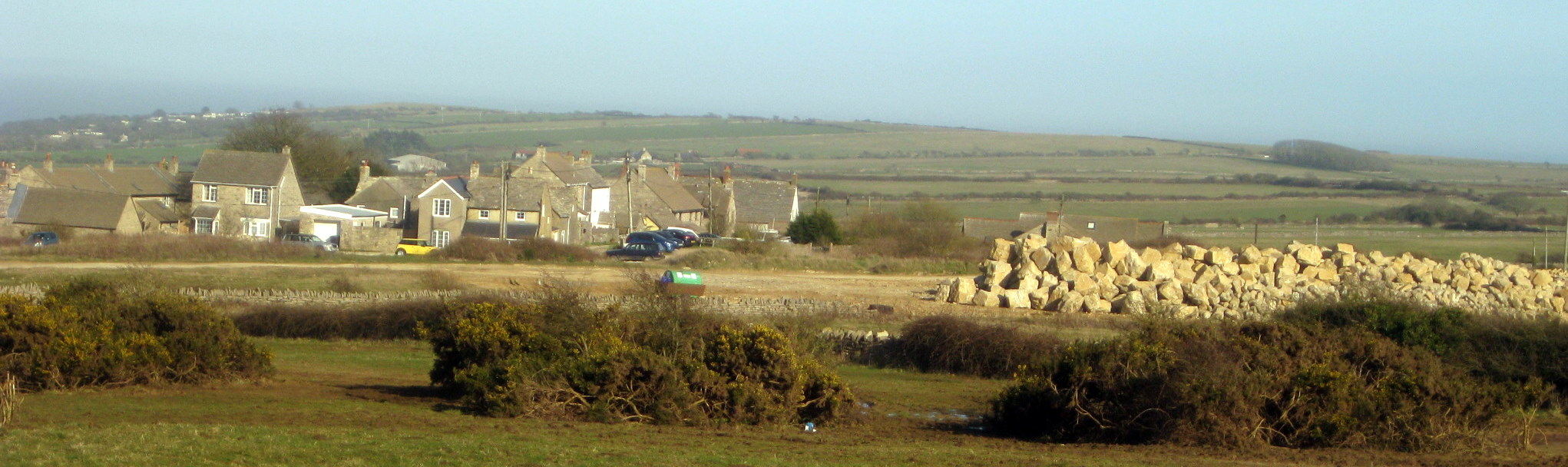
Acton und Halden von Purbeck Stone